# Collegium de Lyon
Il Collegium de Lyon è un istituto di studi avanzati, situato a Lione. Creato nel 2006 per iniziativa del Ministero dell'Insegnamento Superiore e della Ricerca francese, il Collegium de Lyon fa parte del Réseau thématique de recherche avancée (RTRA), una rete di istituti di ricerca in scienze umane e sociali, la cui sede è appunto a Lione.
La missione del Collegium de Lyon è di dare vita ad una comunità scientifica internazionale d'eccellenza, favorendo lo scambio interdisciplinare (scienze umane, lingue, culture, ecc.) secondo una logica di sviluppo della riflessione trasversale e la promozione di ricerche d'avanguardia. Benché il focus delle ricerche restino le scienze umane, Il Collegium de Lyon è aperto anche alle scienze esatte.
I risultati delle ricerche effettuate all'istituto alimenteranno la costruzione di politiche pubbliche (politiche urbane e strategie urbanistiche, politiche sanitarie e gestione dei rischi, politiche culturali, politiche internazionali, valorizzazione del territorio e del patrimonio, ecc.). 
Il suo Presidente, Olivier Faron, è anche Direttore dell'ENS de Lyon (Scuola Normale Superiore di Lione).

## Storia
In aprile 2006, Ministero dell'insegnamento Superiore e della Ricerca ha siglato un accordo per la ricerca offrendo alle università, grandes écoles (istituti di formazione superiore a carattere privato) e agli organismi di ricerca francesi, la possibilità di riunirsi per formare una rete tematica di ricerche avanzate (RTRA).
Tredici i progetti accettati dallo Stato, fra questi, quello del Collegium de Lyon dedicato alla ricerca in scienze umane e sociali. Quattro Istituti di Studi Avanzati sono stati creati in Francia in seno alla stessa iniziativa dislocati nelle principali città dell'esagono (Parigi, Nantes, Aix-Marseille e Lione) riuniti in un network sotto l'egida del Réseau français des instituts d'études avancées (RFIEA) (network francese degli istituti di Ricerca Avanzata), una fondazione di cooperazione scientifica di pubblica utilità. La missione di questa rete, la cui sede si trova a Lione, è di dare alla ricerca in scienze umane e sociali una visibilità su scala nazionale e internazionale.

## Il funzionamento dell'Istituto
Il Collegium de Lyon ha uno statuto associativo, che gli offre piena autonomia giuridica, finanziaria e scientifica. Il Collegyum gode del sostegno delle collettività locali e può contare sul contributo e la collaborazione dei principali rappresentanti del mondo dell'insegnamento superiore e della ricerca della regione lionese. Sotto la direzione del Collegium sono riunite 10 grandes écoles e istituti di insegnamento superiore e di ricerca, 5 università, 2 federazioni di unità di ricerca ed un ente culturale.
Il Collegium de Lyon può accogliere fino a una ventina di ricercatori all'anno (10 juniors e 10 seniors), per dei soggiorni della durata fra 5 e 10 mesi. I ricercatori sono sollevati dalle obbligazioni ordinarie legate all'insegnamento o alle attività amministrative, al fine di potersi dedicare unicamente alle loro ricerche.
I ricercatori da tutto il mondo possono inviare le loro candidature al Collegium de Lyon. Il Consiglio Scientifico le vaglierà due volte all'anno, in aprile e novembre 

## Lista dei membri fondatori del Collegium de Lyon
Il Collegium de Lyon è amministrato dal Consiglio i cui membri sono:
- École normale supérieure de Lyon
- Université Claude Bernard Lyon 1
- Université Lumière Lyon 2
- Université Jean Moulin Lyon 3
- Université de Saint-Étienne
- Université catholique de Lyon
- Institut d'Etudes Politiques de Lyon
- École centrale de Lyon
- Institut national des sciences appliquées de Lyon (INSA)
- École nationale des travaux publics de l'État (ENTPE)
- École de management de Lyon — Business School
- École nationale supérieure des sciences de l'information et des bibliothèques (ENSSIB)
- Institut national de recherche pédagogique (INRP)
- Institut des Sciences de l'Homme (ISH)
- Maison de l'Orient et de la Méditerranée
- Centre national de la recherche scientifique - Délégation régionale Rhône-Auvergne
- École nationale supérieure des arts et techniques du théâtre (ENSATT) (membro partner)
- Institut Lumière (membro partner)